# Даніца Радойчич
Да́ніца Радо́йчич (серб. Даница Радојчіћ, відома також як Nina (Ніна) нар. 5 серпня 1989 року, Белград, Сербія) — співачка з Сербії. Представляла Сербію на пісенному конкурсі Євробачення 2011 з піснею «Čaroban» («Магічний»), написаної Христиною Ковач. Композиція була виконана в першому півфіналі конкурсу (10 травня), і їй вдалося вийти у фінал, де її вона отримала 85 балів та посіла 14 місце.

## Біографія
Розпочала кар'єру співачки у 14 років. Тричі ставала призером місцевого музичного конкурсу «Златна сирена». Пізніше Даніца брала участь у багатьох вокальних конкурсах Сербії та Балкан. 26 лютого була обрана щоб представити Сербію на Євробаченні 2011 з піснею «Чаробан» (за результатами голосування телеглядачів, які віддали співачці близько 46 % голосів). Співачка виступила 10 травня 2011 року на Євробаченні (у першому півфіналі), і за підсумками європейського глядацького голосування їй вдалося пройти у фінал конкурсу.

## Дискографія

### Альбоми
- Чаробан (2011)